# Тедо Абжандадзе
Тедо Абжандадзе (нар. 13 червня 1999) — грузинський регбіст, який грає на позиції флай-хафа за AIA Кутаїсі у «Діді 10» (Великий 10) та національної збірної Грузії. Він був членом збірної Грузії U20 на Чемпіонаті світу з регбі серед молоді 20 2017, Чемпіонаті світу з регбі 2018 та Чемпіонаті світу з регбі 2019. Тедо грав за Грузію на Чемпіонаті світу з регбі 2019 року.